# 拓跋諧
拓跋 諧（たくばつ かい、生年不詳 - 495年）は、北魏の皇族。広川剛王。字は仲和。

## 経歴
広川王拓跋略の子として生まれた。広川王の位を嗣いだ。495年（太和19年）5月、死去した。武衛将軍の位を追贈された。諡は剛といった。
子の元霊遵が、広川王の位を嗣ぎ、悼王と諡された。

## 伝記資料
- 『魏書』巻20 列伝第8
- 『北史』巻19 列伝第7